# 毛利匡芳
毛利 匡芳（もうり まさよし）は、江戸時代中期の大名。長門国長府藩10代藩主。官位は従五位下・甲斐守。

## 略歴
長州藩主毛利重就（元は長府藩8代藩主・毛利匡敬）の五男として江戸にて誕生する。幼名は政次郎。諱は始め匡豊、のち匡芳に改めた。
明和6年（1769年）、兄で先代藩主の毛利匡満が嗣子なくして若死にしたため、跡を継いだ。安永3年（1774年）12月に叙任する。天明3年（1783年）5月、父・重就による幕府への嘆願で城主格となった。節倹条例や奢侈禁止令を出して藩財政を再建し、さらに文武発展を目指して藩校・敬業館を開いた。
寛政4年（1792年）6月18日、江戸にて死去し、跡を長男の元義が継いだ。法号は功篤院殿哲嵓良壽大居士。墓所は東京都港区高輪の泉岳寺、山口県下関市長府の功山寺。

## 系譜
- 父：毛利重就（1725年 - 1789年）
- 母：留楚（? - 1810年） - 瑞順院、武藤氏
- 正室：宝珠院（1761年 - 1790年） - 右大臣西園寺賞季の娘
  - 長女：万亀子（1781年 - 1796年） - 有馬頼端婚約者
  - 長男：毛利元義（1785年 - 1843年）
- 継室：鏡貞院（? - 1836年） - 西園寺賞季の娘
- 側室：吉浦
  - 次女：数子（1792年 - 1793年）